# Alianță aeriană
O alianță aeriană este un parteneriat între mai multe companii aeriene care colaborează pentru a oferi beneficii mutuale și pentru a îmbunătăți experiența pasagerilor. Aceste parteneriate împărtășesc programele de fidelizare (programe de loialitate) și facilitatea conexiunilor între zboruri. 
În România, TAROM rămâne singura companie aeriană cu o prezență activă într-o alianță globală (SkyTeam). Cu toate acestea, alte companii aeriene românești își păstrează relevanța pe piața locală prin servicii low-cost sau zboruri charter.

## Istoric
Primele alianțe oficiale au apărut în anii 1990, odată cu globalizarea și creșterea cererii pentru zboruri internaționale. Scopul lor principal era să reducă costurile, să crească veniturile și să îmbunătățească conectivitatea globală. Una dintre primele alianțe majore, Star Alliance, a fost fondată în 1997.

## Cele mai mari alianțe

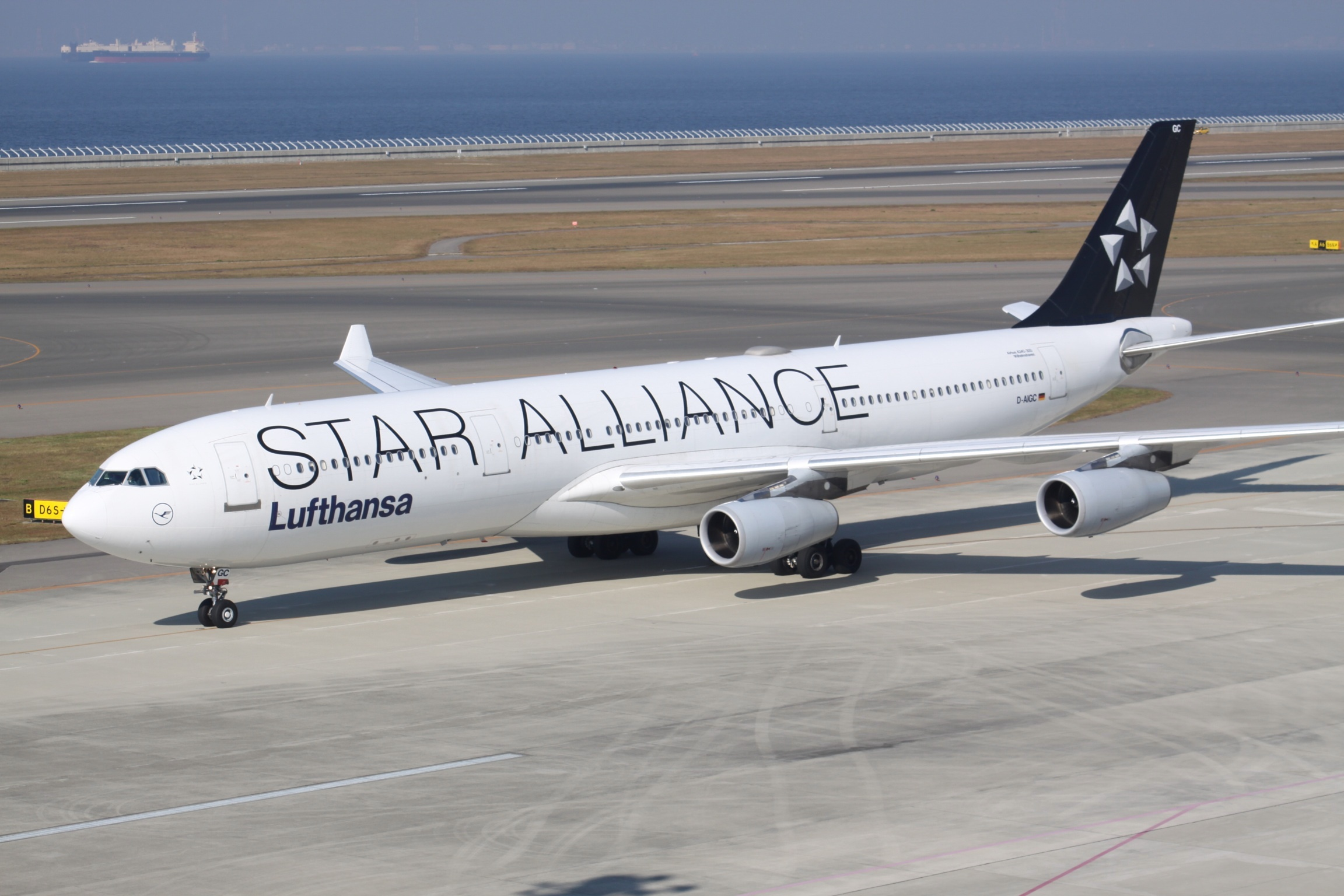
Airbus A340 al Lufthansa cu livery de Star Alliance

### Star Alliance
Fondată in 1997, este cea mai mare alianță aeriană din lume, cu peste 25 de membri. Lista cu companii membre:
- Aegean Airlines, 2010
- Air Canada, Fondator
- Air China, 2007
- Air India, 2014
- Air New Zealand, 1999
- All Nippon Airways, 1999
- Asiana Airlines, 2003
- Austrian Airlines, 2000
- Avianca, 2012
- Brussels Airlines, 2009
- Copa Airlines, 2012
- Croatia Airlines, 2004
- EgyptAir, 2008
- Ethiopian Airlines, 2011
- EVA Air, 2013
- LOT Polish Airlines, 2003
- Lufthansa, Fondator
- Shenzhen Airlines, 2012
- Singapore Airlines, 2000
- South African Airways, 2006
- Swiss International Air Lines, 2006
- TAP Air Portugal, 2005
- Thai Airways International, Fondator
- Turkish Airlines, 2008
- United Airlines, Fondator

Foști membri
- Adria Airways, 2004–2019, defunctă
- Ansett Australia, 1999–2001, defunctă
- Blue1, 2004–2012, defunctă
- BMI, 2000–2012, absorbită de British Airways
- Continental Airlines, 2009–2012, s-a unit cu United Airlines
- Mexicana de Aviación, 2000–2004, s-a alăturat Oneworld în 2009
- Scandinavian Airlines, Fondator, 1997–2024, s-a alăturat SkyTeam în 2024
- Shanghai Airlines, 2007–2010, s-a unit cu [[China Eastern Airlines|China Eastern Airlines]] s-a alăturat SkyTeam in 2011[3]
- Spanair, 2003–2012, defunctă
- TACA, 2012–2013, s-a unit cu [[Avianca|Avianca]]
- Avianca Brazil, 2015–2019, defunctă
- TAM Airlines, 2010–2014, s-a unit cu LAN Airlines s-a alăturat Oneworld în 2014
- US Airways, 2004–2014, s-a alăturat Oneworld ca un membru afiliat al [[American Airlines|American Airlines]]
- Varig, 1997–2007, defunctă

### SkyTeam

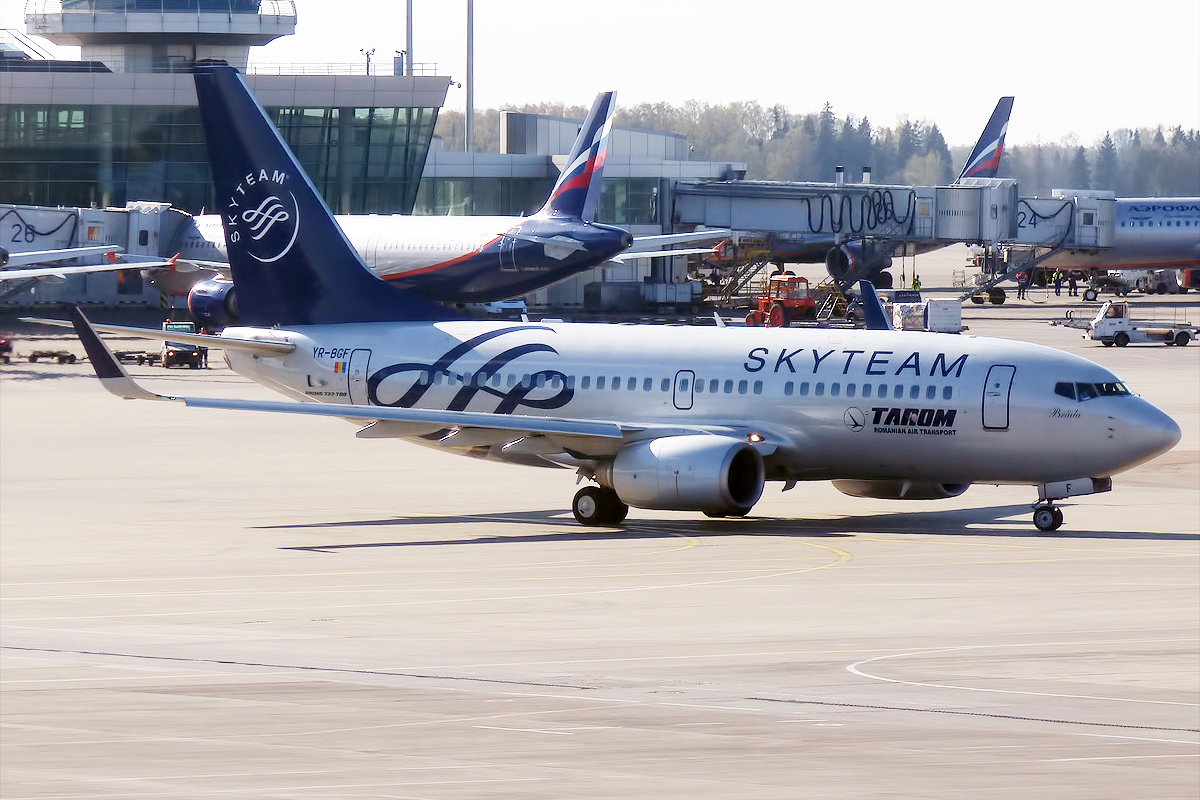
Boeing 737 (YR-BGF) al TAROM cu livery SkyTeam

Creată in 2000, aceasta include 19 de membri cu excepția Aeroflot, care a fost suspendat din cauza conflictului din Ucrania
- Aerolíneas Argentinas, 2012
- Aeroméxico, Fondator
- Air Europa, 2007
- Air France, Fondator
- China Airlines, 2011
- China Eastern Airlines, 2011
- Delta Air Lines, Fondator
- Garuda Indonesia, 2014
- ITA Airways, 2021
- Kenya Airways, 2007
- KLM Royal Dutch Airlines, 2004
- Korean Air, Fondator
- Middle East Airlines, 2012
- Saudia, 2012
- Scandinavian Airlines, 2024
- TAROM, 2010
- Vietnam Airlines, 2010
- Virgin Atlantic, 2023
- XiamenAir, 2012

Membri suspendați
- Aeroflot, 2006–2022[6] Foști membri
- Alitalia, 2001–2021, defunctă[7]
- China Southern Airlines, 2007–2018
- Continental Airlines, 2004–2009, a intrat în Star Alliance în 2009
- Copa Airlines, 2007–2009, a intrat în Star Alliance în 2012
- Czech Airlines, 2001–2024, defunctă
- Northwest Airlines, 2004–2010, s-a alăturat Delta Air Lines

### Oneworld

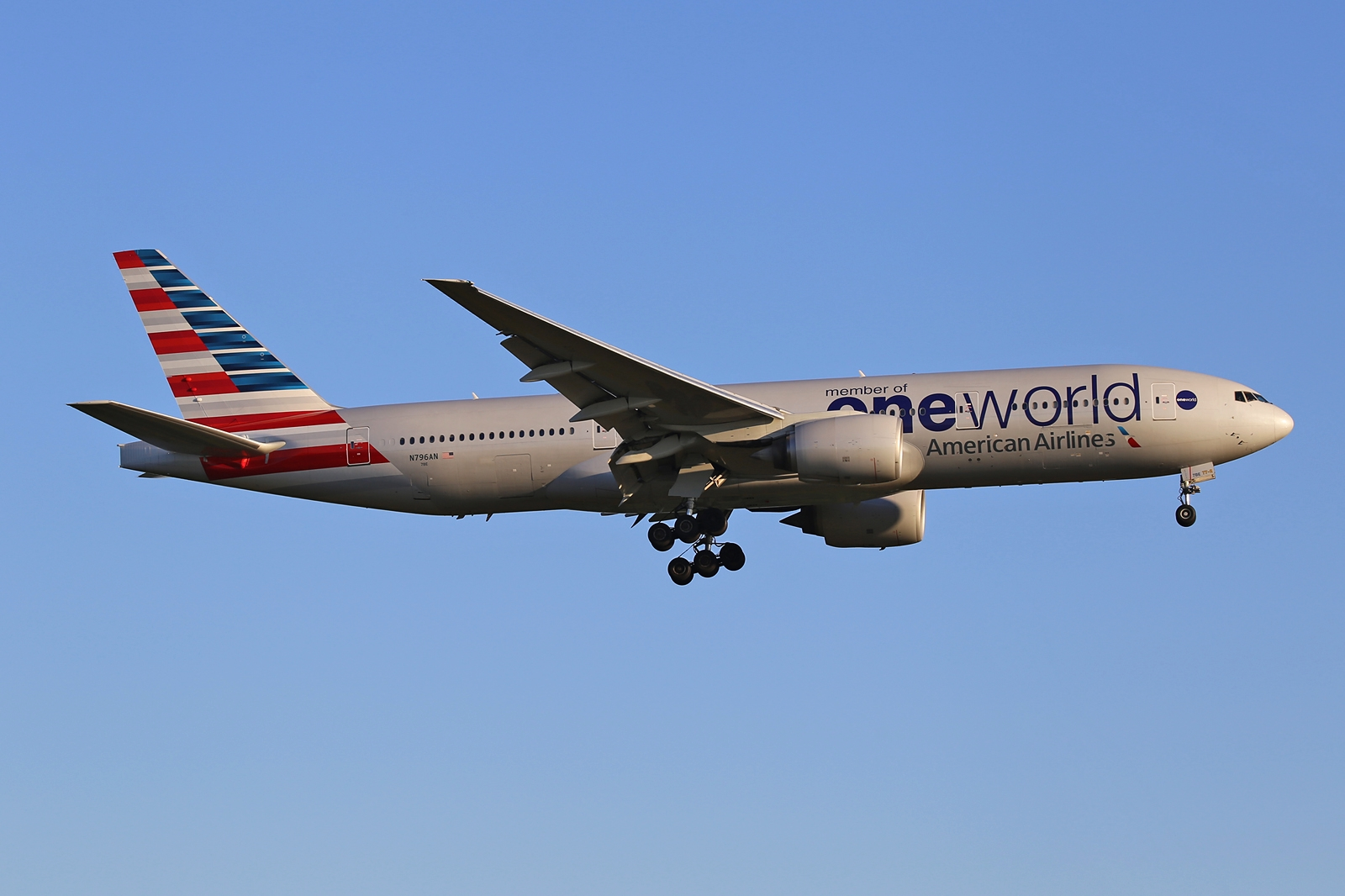
Boeing 737-223 (N796AN) al American Airlines cu livery de Oneworld

Lansată in anul 1999, Oneworld are 15 membri:
- Alaska Airlines, 2021
- American Airlines, Fondator
- British Airways, Fondator
- Cathay Pacific, Fondator
- Finnair, 1999
- Iberia Airlines, 1999
- Japan Airlines, 2007
- Malaysia Airlines, 2013
- Qantas, Fondator
- Qatar Airways, 2013
- Royal Air Maroc, 2020
- Royal Jordanian, 2007
- SriLankan Airlines, 2014